# Le Péril jeune
Pour plus de détails, voir Fiche technique et Distribution.
Le Péril jeune est un film français réalisé par Cédric Klapisch et sorti en 1994, d'abord à la télévision puis en salles.
Il est souvent considéré comme un film culte des années 1990.
Le film évoque quatre amis qui étaient ensemble en terminale au printemps 1975 et qui, cinq ans après, se retrouvent pour l'accouchement de la femme de Tomasi. Ce dernier, cinquième membre de la bande, est mort quelques semaines plus tôt d'une overdose. C'est l'occasion pour eux de se remémorer les souvenirs des années de lycée, sur fond de révolte étudiante, de drogues, d'amour et de rock.

## Synopsis
Les quatre amis se souviennent des années au lycée Montesquieu. Ils se rappellent la rencontre de Tomasi avec sa future femme, Sophie, qui était en seconde à l'époque. Le groupe veut se politiser et forme le G.A.G (Groupe Anarchie Dure). Lors d'une séance de sport, Tomasi monte sur un panneau de basket pour amuser la galerie et, imitant le personnage de l'oncle fou du film de Federico Fellini Amarcord, crie à maintes reprises, en italien, qu'il veut une femme. Le censeur, Moroni, intervient et lui donne un avertissement. Dans la cour, le lycéen commence une bagarre de pommes pour s'amuser. Jean-Louis, le frère de Léon, surveillant, leur dit d'arrêter et leur fait la morale en mentionnant la famine au Bangladesh. Tomasi se moque de lui. Puis une étudiante, Barbara arrive de Londres pour animer le cours d'anglais. Elle est très jolie et les garçons tombent sous son charme. On assiste ensuite à une assemblée générale, où le groupe G.A.G. s'oppose aux organisateurs.

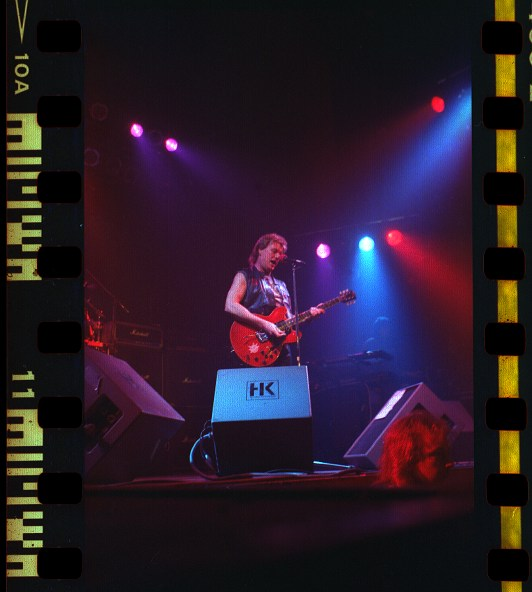
Alvin Lee en concert à Berlin au sein du Ten Years After au Metropol en décembre 1990.

Chabert, dans sa chambre, se met à réviser son contrôle d'Histoire. Il s'accorde une pause pendant laquelle il fait semblant de jouer au basket, au foot, puis s'empare d'une raquette de badminton pour mimer un match de tennis. Zareba révise aussi dans son salon. Son père boulanger est muet et veut qu'il aide à la boulangerie. Il refuse. Dans la famille de Léon, on assiste à un repas de famille où il discute avec son frère de Mai 68 et de la lutte des classes. Quand Léon demande à son frère quelle est la réelle définition de la lutte des classes, celui-ci se moque de lui. Bruno, quant à lui, s'exerce à la guitare et, croyant avoir trouvé quelques accords, se met à écouter un disque de Ten Years After. Il se rend compte du fossé qui existe entre lui et le guitariste du groupe, Alvin Lee. Tomasi appelle Bruno et il lui propose d'aller acheter de la drogue. Ils se rendent à Barbès et font la rencontre de Jo, un dealer un peu mystique. Ils vont dans un bar de hippies et Jo commence à les baratiner sur l'Inde, Katmandou et la philosophie. Tomasi et Bruno s'impatientent, les dealers leur font cadeau d'un peu de poudre. En 1981 à l'hôpital, Bruno s'isole dans les toilettes pour pleurer.
Le film revient en 1975, durant un cours de biologie des bac C ; le groupe G.A.G fait le tour des classes pour une manifestation contre le chômage, puis ils vont dans le cours d'anglais de Barbara. Un autre groupe va informer les sixièmes pendant un cours de musique. L'après-midi, le lycée se prépare pour la manif. Le cortège va jusqu'à la place de la République. Le groupe d'amis chante. La police arrive et se met à charger avec des bombes lacrymogènes. Les manifestants s'enfuient dans le métro. La bande se retrouve dans un parc. Chabert raconte ses exploits et Marie se met à se moquer de lui. Chabert vexé, tord le bras de Marie et s'en va, énervé. Tomasi et Sophie se retrouvent et discutent seul à seule. Chabert revient, conseille à Marie de se raser la moustache et elle s'en va à son tour, vexée.
Zareba se rend chez Christine, croyant qu'elle est une fille facile et se fait rembarrer. On assiste à un cours de biologie où est diffusé un accouchement filmé. La classe chahute. Puis, Bruno demande à Barbara de lui apprendre l'anglais pour pouvoir chanter ses chansons préférées. Elle est d'accord et lui propose de passer chez elle. Bruno s'y rend avec Tomasi. Il s’avère qu'elle vit dans un squat de hippies. Durant la soirée, Bruno couche avec Barbara.
Ils arrivent en retard au cours de maths, ils ont un contrôle et le prof, un peu hippie, entreprend de les détendre en les faisant s'allonger sur le sol. Lorsque l'exercice se termine, Bruno et Tomasi restent endormis. La bande se retrouve au café et discute de la veille et du fait que Bruno sorte avec Barbara. Le tenancier veut que la bande reprenne une consommation. Tomasi l'insulte et ils se font jeter dehors. Durant le cours d'anglais, Chabert et Léon se mettent à vanner Bruno. À la fin du cours, Bruno embrasse Barbara. Puis les amis se retrouvent à l'extérieur et parlent de leur avenir dans dix ans. Ils se voient ouvrir un restaurant. Chabert imagine Tomasi fumeur de joint dans un square, Tomasi se voit travailler dans un cirque, Zareba ne veut pas travailler dans une boulangerie et Chabert veut être champion du monde.
Ils se retrouvent à nouveau en 1980 et font le bilan : Momo bosse dans un bureau, Alain est kiné, Bruno est avocat et Léon est architecte.
L'histoire revient en 1975 : la bande est invitée à manger par Gérard, le chef du squat. À la fin du repas, Gérard propose un acide à tout le monde. Zareba se retrouve dans la baignoire de la salle de bain en plein trip. Tomasi et Léon se moquent de lui. Bruno et Barbara se retrouvent au lit. Pendant ce temps, une partie du squat fait une partouze. Tomasi et Léon veulent partir. Chabert s'amuse à lancer sa balle contre le mur, ce qui agace Tomasi qui lui dit d'arrêter ; ils se battent. Barbara intervient pour les séparer. Tomasi couche avec elle lorsque Bruno les aperçoit. Sur le chemin du retour, la bande se chamaille. Bruno en veut beaucoup à Tomasi.
Puis vient le conseil de classe. La professeur de bio veut que Chabert aille voir la psychologue scolaire et le conseil de classe lui dit de faire ses preuves à l'examen. Pour ses professeurs, Léon a des facilités. Quand vient le cas de Tomasi, qui n'a de notes qu'en mathématiques, on décide qu'il doit faire ses preuves à l'examen et qu'au prochain écart, il sera renvoyé.
À la sortie du conseil, Léon raccompagne Christine. Ils discutent et Christine lui propose de monter sur les toits avec elle. Ils se mettent à l'écart et l'on sent que Christine souhaiterait que Léon l'embrasse. Il ne se passe rien. Le film revient en 1980 dans le hall de l'hôpital, Léon confie son mal-être de l'époque, les garçons commentent les faits et se rendent compte qu'ils se mentaient les uns aux autres à propos des filles (Chabert, au début des retrouvailles, prétend qu'il a couché avec Christine, ce qui est faux).
Le film revient en 1975, on voit Barbara préparer ses affaires avec Bruno à ses côtés. Il s'en va fâché. En pleine révision, Bruno est dérangé par sa sœur qui écoute Love me baby de Sheila. Il rend visite à Zareba, qui ne peut pas se libérer car il travaille avec son père à la boulangerie. Bruno appelle Léon qui lui dit qu'il ne peut le voir car Mao, président de la Chine, est mort. Il appelle Tomasi qui l'exhorte à aller rejoindre Barbara. Les deux jeunes arrivent trop tard au squat. Gérard est en train de préparer un shoot d'héroïne et les invite à rester. Tomasi reste et Bruno retourne chez lui. Malheureux, il décide de faire ses bagages et de partir. Le film revient en 1980, dans le hall de l'hôpital. Bruno raconte, pour la première fois, qu'il est arrivé 1/2 heure après le départ du train, qu'il n'a revu Barbara que deux ans plus tard, mais qu'ils avaient changé tous les deux.
Retour en juin 1975, bac blanc, Tomasi s'installe au squat et devient de plus en plus accro à la drogue, malgré les mises en garde de Bruno. Celui-ci décide de ne plus passer le bac et de partir sur la côte jouer de la guitare dans une boîte. Tomasi se retrouve seul. Il se rend au lycée, se fait réprimander par Moroni car il est en retard. Il va en permanence, demander à ses potes, qui révisent, d'aller faire un flipper. Ses copains refusent, il s'énerve. C'est la rupture. Tomasi erre dépité dans le lycée, puis va au foyer et se met à tout casser. Jean-Louis, le surveillant, le ceinture et Moroni le met à la porte. La bande retourne travailler, seule Sophie rejoint Tomasi. Le film revient en 1980, dans le hall de l'hôpital, les quatre amis ont des remords et se disent qu'ils ont laissé tomber leur ami. Ils se rendent au chevet de Sophie et du fils de Tomasi. Ils éclatent en sanglots. À la sortie de l'hôpital, ils se promettent de garder le contact et vont prendre un café.
Le film se termine sur un plan en contre-plongée de Tomasi souriant à la caméra, les cheveux au vent, puis on le voit arrêter de sourire, fermer les yeux et s'écrouler, mimant ainsi sa mort.

## Fiche technique
- Titre : Le Péril jeune
- Réalisation : Cédric Klapisch
- Scénario : Cédric Klapisch, Santiago Amigorena, Alexis Galmot et Daniel Thieux
- Musique : Joël Daydé
- Photographie : Dominique Colin
- Montage : Francine Sandberg
- Décors : François Emmanuelli
- Costumes : Pierre-Yves Gayraud
- Scripte : Marie Vermillard
- Casting : Christine Dory
- Production : Aïssa Djibri et Farid Lahouassa
- Sociétés de production : La Sept et Vertigo Films
- Pays de production :  France
- Langue originale : français
- Format : couleur
- Genre : comédie dramatique
- Durée : 101 minutes
- Dates de sortie : 
  - France : 21 mai 1994 (première diffusion à la télévision) ; juin 1994 (Festival de Paris) ; 11 janvier 1995 (sortie nationale)
  - Belgique : 15 février 1995

## Distribution
- Romain Duris : Tomasi
- Vincent Elbaz : Alain Chabert
- Nicolas Koretzky : Maurice « Momo » Zareba
- Julien Lambroschini : Bruno Tourette
- Joachim Lombard : Léon Rouvel
- Julie-Anne Roth : Marie, copine politisée
- Hélène de Fougerolles : Christine
- Élodie Bouchez : Sophie, élève de seconde et future femme de Tomasi
- Lisa Faulkner : Barbara, l'étudiante londonienne
- Caroline Damiens : Nora
- Coco Bouiller : Félicité, la lycéenne du café et amie de Sophie
- Eric Andreini : Thierry
- Jackie Berroyer : Jo le dealer de Barbès
- Jacques Marchand : Moroni, le proviseur du lycée
- Christine Sandre : la professeure d'anglais
- Nathalie Krebs : la professeure de philosophie
- François Toumarkine : le professeur d'histoire-géographie
- Hélène Médigue : la professeure de biologie
- Bernard Bolzinger : le professeur de sport
- Alain Guillo : le professeur de mathématiques
- Hugo Reyne : le professeur de musique
- Gerard Dallais : le professeur « non-non »
- Jean-Claude Poulain : le père de Momo
- Jacqueline Mouret : la mère de Momo
- Hélène Laroche : la sœur de Momo
- Michelle Rebot : la mère d'Alain
- Laurence Roy : la mère de Bruno
- Mélanie Fréjean : la sœur de Bruno
- Christine Thery : la mère de Léon
- Fred Ulysse : le père de Léon
- Alain Jarrige : Jean-Louis Rouvel, le frère de Léon
- Zinedine Soualem : un hippie
- Antoine Chappey : un squatteur
- Jean-Michel Dagory : Gérard un squatteur
- Renée Le Calm : la cliente de la boulangerie
- Marina Tomé : une squatteuse
- Caroline Proust : une hippie

## Production

### Genèse et développement
Le Péril jeune est à l'origine un téléfilm pour la chaîne Arte dans le cadre d'une commande sur Les Années lycée, qui suit une autre collection qui avait rencontré un vif succès, Tous les garçons et les filles de leur âge. Le succès du Péril jeune lui permet de sortir au cinéma en 1995 (645 639 entrées).
Plusieurs des téléfilms de la collection Les Années lycée ont un cadre et des protagonistes communs. Ainsi, le lycée Montesquieu (imaginaire) sert de théâtre aux événements du Péril jeune, mais aussi d’Un air de liberté, de Sa vie à elle et d’Attention fragile. De même, certains personnages  apparaissent d'un film à l'autre. Ainsi, parmi les personnages secondaires du Péril Jeune, on retrouve notamment Jean-Louis Rouvel, frère aîné de l'un des héros, qui était le protagoniste d’Un air de liberté, téléfilm réalisé par Éric Barbier (qui joue lui-même un petit rôle dans Le Péril jeune).

### Attribution des rôles
Ce film offre un premier rôle majeur à plusieurs acteurs destinés à une grande carrière, notamment Romain Duris, Vincent Elbaz, Elodie Bouchez, Hélène de Fougerolles et Julie-Anne Roth. Pour Duris, le rôle de Tomasi marqua durablement son début de carrière avec des rôles de jeunes rebelles ou de marginaux pendant la seconde moitié des années 1990.
Coutumier des brèves apparitions dans ses films, Cédric Klapisch signe un caméo dans Le Péril jeune, dans le rôle du jeune père sortant de la maternité.

### Tournage
Le film est entièrement tourné à Paris. Les scènes extérieures du lycée sont tournées rue Belliard dans le 18e arrondissement de Paris. Des scènes sont tournées place de la République dans le 3e arrondissement, ainsi qu'au parc des Buttes-Chaumont dans le 19e.
Lorsque Léon et Christine marchent vers son appartement, la scène est tournée au 24 rue Sibuet, dans le 12e arrondissement. La scène du rooftop est tournée au 72 avenue de Flandre, dans le 19e.
Lorsque Bruno court rejoindre Barbara, la scène est tournée rue de l'Ourcq, dans le 19e.
La pénultième scène du film de la sortie de la maternité est tournée à l'entrée de l'hôpital Saint-Louis située place du Docteur-Alfred-Fournier dans le 10e arrondissement. Le groupe de jeunes s'engage alors dans la rue Bichat.

### Musique
La bande son comporte de nombreuses chansons culte de la fin des années 1960 et du début des années 1970 : Jimi Hendrix (1983... (A Merman I should turn to be), If 6 was 9 et The Wind Cries Mary), Ten Years After (I'm Going Home), Pink Floyd (Echoes), Steppenwolf (Born To Be Wild), Janis Joplin (Move Over) ou encore Stone et Charden (Il y a du soleil sur la France).

## Accueil

### Critique
- Pour Libération, Le Péril jeune est un film assez convenu et « correspond à une version aujourd'hui orthodoxe et convenue de l'après-68 »[1].
- Pour Télérama, le film est davantage qu'un « film de copains » ; c'est une histoire « drôle » faite de « riens du tout »[2].

### Box-office
645 639 spectateurs au box-office et 244 % de rentabilité.

## Distinctions
Sauf indication contraire, les informations mentionnées dans cette section peuvent être confirmées par la base de données cinématographiques IMDb,  présente dans la section « Liens externes ».
- Festival du film d'humour de Chamrousse 1994 : Grand prix[3].
- Festival du film de Paris 1994 : Prix du public.
- FIPA d'or 1994.

## Commentaires

### Postérité
Le Péril jeune est souvent considéré comme un film culte des années 1990,,,,.

### Le lycée Montesquieu
De nombreux détails à propos du lycée Montesquieu, imaginairement situé à Paris — il n'y a pas de lycée Montesquieu à Paris et les prises de vues ont été faites au lycée Montaigne —, et de ses enseignants, rappellent le lycée Rodin à Paris où Cédric Klapisch a mené une partie de ses études. Ce lycée est connu pour avoir eu parmi ses élèves deux protagonistes du film ainsi que de nombreux autres artistes.